# 唐砖
《唐砖》（英語：Tang Dynasty Tour），2018年中国大陆時裝穿越、古装剧，故事背景为唐朝貞觀年間。由王天辰、张佳宁、张智尧、袁咏仪领衔主演，爱奇艺于2018年10月29日首播。

## 播出时间
| 频道        | 所在地   | 播映日期       | 播出时间                   | 备注     |
| ----------- | -------- | -------------- | -------------------------- | -------- |
| 爱奇艺      | 中国大陆 | 2018年10月29日 |                            |          |
| Astro全佳HD | 马来西亚 | 2018年11月5日  | 星期一至三 20:30 - 22:15   | 两集连播 |
| 香港開電視  | 香港     | 2019年11月21日 | 星期一至五晚 21:30 - 22:30 | 雙語廣播 |
| BS12 TwellV | 日本     | 2020年8月5日   | 星期一至五晚 17:00 - 18:00 | 日語字幕 |

## 戲劇大綱
一位原身處於未來時代的小子，意外穿越至大唐。其所思所形，擾亂了當代時空亦不經意地變更部分之歷史進程。

## 演员列表

### 領銜主演
| 演員   | 角色          | 介紹 | 大陸配音 | 香港配音 |
| 王天辰 | 云不器 ／云燁 | 現代考古挖掘（醫療、後勤）隊隊員 穿越前是科考队后勤安保人员，穿越后阴差阳错凭着自己的机智和现代知识封侯拜爵，成就了一番事业。 藍田縣男爵（雲縣男）→雲侯 头脑清晰，逻辑能力强，个人知识库储备丰富。个性直率爽朗，有点贱有点皮，但为人善良，孝顺。为人处事典型直男思维，对喜欢的女孩痴情专一，对兄弟两肋插刀毫无保留。 與李安瀾相識相愛。 | 杨天翔   | 陳漢祺   |
| 張佳寧 | 小冉 ／李安瀾 | 現代云不器的未婚妻 大唐長公主（安陽公主）／墨門少主 位居：熏風殿。 李承乾同父異母的胞姐，李安澜是李二与墨家门人田若兰的私生女，武艺高强，心灵手巧。李安澜心思聪慧单纯，但性格固执刚烈，恩怨分明，有江湖儿女的侠义之气，也有女儿家的傲娇羞涩。 在與突厥親王和親之事中，與雲燁戀情終於確認。                                              | 李诗萌   | 鄭家蕙   |

### 長安

#### 皇室
| 演員   | 角色                | 介紹 | 大陸配音 | 香港配音 |
| 李光复 | 李淵                | 太上皇／唐高祖（廟號） 唐朝开国皇帝，李二之父，生性温和，重视亲情。玄武门之变后被迫让位于李二，从此变成一个不问政事的闲散老人，内心深处对李氏子孙为争权夺利而罔顾亲情感到痛心疾首，一直对李二心存怨怼。李渊退位之前认识田若兰，因此非常喜欢肖似田若兰的李安澜，多次出面保护照顾她。 |          | 周鑫霆   |
| 張智堯 | 李世民 ／（李二）   | 大唐第二位皇帝／秦王/唐太宗（廟號） 唐高祖李渊的次子，唐朝的第二位皇帝，是一位对内以文治天下，虚心纳谏，厉行节约，对外开疆拓土的明君。然而一旦有人触及到皇权的威严便会残酷暴戾，不顾血脉亲情，因此与儿女们的感情越来越远。李二因田若兰的缘故，对李安澜心中有愧，一直想要做出弥补，但因为父女间缺乏沟通而矛盾重重。 | 吴凌云   | 陳力航   |
| 袁詠儀 | 長孫氏／ （觀音婢） | 長孫皇后 李二的皇后，太子李承乾和魏王李泰的母亲。十分的贤淑公正，也很有智慧和城府。作为皇后，她一心辅佐李二，匡正李二为政的失误，善于帮李二解决他不好出面的问题。作为母亲，她对李承乾抱有很高的期望，对李安澜也十分的慈爱亲和，但遇到国家和亲情两难的事，她会首先考虑国家，在剧中和李安澜有多次冲突。得知承乾要謀反，以熬湯補身為由欲毒害承乾，望他是以太子之位光榮死去，卻因婢女異樣被承乾查覺未喝下毒湯。而承乾也對皇后心寒。 | 阎萌萌   | 馮詠恩   |
| 王文杰 | 李承乾              | 大唐太子 李二和长孙皇后的嫡长子，当朝太子，云烨在唐朝认识的第一个好朋友。在皇室教条中长大的本分皇子，一直谨言慎行，从不敢违逆父亲。但纯情专一的他却因为得不到心爱的女人，感受到权力的重要性，在侯君集的引诱下走上了谋反的不归路。在出征途中意外與雲燁和長公主相遇，並發掘雲燁是可用之才。 愛慕辛月、因其而受侯君集要脅。 | 刘三木   | 張振熙   |
| 丁可兒 | 蘇婉                | 太子妃 秘书丞苏亶之女，太子妃。知书达理，聪慧机敏，稳重老练，懂得人情世故。为爱不顾自己，重情重义的奇女子，为太子不受胁迫不顾自身安危而杀辛月最终被害，临死尚提醒太子不可一错再错。 |          | 王夢華   |
| 朱贊錦 | 李泰                | 魏王，青雀 太子承乾的弟弟。 | 曹旭鹏   | 袁德基   |
| 張佳寧 | 李安瀾              | 大唐長公主（安陽公主）／墨門少主 李世民與墨門鉅子田若蘭所生之女。 請參見領銜主演。 | 李诗萌   | 鄭家蕙   |
|        | 長樂公主            | 嫡公主 李世民與長孫皇后的嫡長（次←當安陽公主正式認親<太上皇親封>後，則降為次）女。 |          | 黃穎誼   |
|        | 高陽公主            | |          |          |
|        | 巴陵公主            | |          |          |

#### 雲氏
| 演員     | 角色     | 介紹                                                              | 大陸配音 | 香港配音 |
| 陳莎莉   | 雲老夫人 | 雲燁的祖母                                                        |          | 梁瑞芬   |
| 王天辰   | 云燁     | 藍田縣男爵（雲縣男）→雲侯 請參見領銜主演。                        | 杨天翔   | 陳漢祺   |
| 黃楊鈿甜 | 雲小南   | 雲氏家族遺孤之一，另還有小東，小西、小北……等人。 均是雲燁的妹妹。 | 沫沫     | 王夢華   |

#### 墨門
| 演員   | 角色   | 介紹 | 大陸配音 | 香港配音 |
| 趙秦   | 田若蘭 | 墨門鉅子 李安瀾之母 田若兰是墨家门人，是李二被封于秦王时的恋人。她是李安澜的母亲，在玄武门之变中，为了拯救李二而亡。 |          | 黃穎誼   |
| 張佳寧 | 李安瀾 | 大唐長公主（安陽公主）／墨門少主 李世民與墨門鉅子田若蘭所生之女。                                                    | 李诗萌   | 鄭家蕙   |
| 葉新宇 | 田和子 | 墨門門徒 |          | 郭浩勤   |
| 田宜峰 | 公輸木 | 墨門門徒、李安瀾的親信隨從，後因為救要刺殺申國公而被士兵埋伏圍困中的李安瀾而死亡。                                   |          | 楊耀泰   |

### 其他人物
| 演員   | 角色                        | 介紹 | 大陸配音 | 香港配音 |
| 曹揚   | 程咬金                      | 將軍 玄武門之變中領有秦王令牌的四人之一。唐朝开国大将，目不识丁的直爽大老粗，心直口快，敢言他人不敢言之事，但与李二很有默契，对李二忠心不二。因为亲眼见证了云烨救活太子，所以十分欣赏云烨，也是云烨进入大唐朝廷的第一助攻。 |          | 袁德基   |
| 劉瑜峰 | 程處默                      | 校尉 程咬金之子，与云烨和李承乾是好兄弟。他有典型的军人性格，行事说话都很冲动鲁莽，但非常热血义气。。 |          | 鄧晟均   |
| 王策   | 秦琼                        | 將軍 |          | 郭浩勤   |
| 曹澤昊 | 秦懷玉                      | 秦將軍之子 |          | 楊耀泰   |
| 苏茂   | 長孫無忌                    | 趙國公 長孫皇后的兄長。 參與發動玄武門之變，幫助李世民奪取帝位。 |          |          |
| 胡文喆 | 長孫沖                      | 長孫無忌的兒子 长孙冲是长孙无忌之子，风流公子哥，在几个官二代中年纪稍长，常带着兄弟们寻花问柳，但其实较有城府，精明能干，一直替父亲办事。 |          | 郭浩勤   |
| 賈偉   | 尉遲恭                      | 玄武門之變中領有秦王令牌的四人之一。 |          | 郭浩勤   |
| 馬躍   | 魏徵                        | 丞相 唐朝宰相（雲燁稱其為“人鏡”），对李二忠心不二，刚正不阿，敢于直言犯上，在朝堂之上是文臣代表，因为李安澜的身份问题，多次和李二发生冲突。在做城门卫期间，因太子问题而对云烨有穿越性格反串。 |          | 楊耀泰   |
|        | 李綱                        | 太傅，李承乾的老師 。 |          | 周鑫霆   |
| 張雷   | 李靖                        | 鎮國大將軍 |          | 楊耀泰   |
| 夏沫僑 | 紅拂女                      | 鎮國大將軍之夫人／田若蘭的結拜姐妹。 與李靖、虯髯客並稱為「風塵三俠」。 因早年的變故，偶發囈症（懼怕蛇與狼）。 |          | 王夢華   |
|        | 李得譽                      | 鎮國將軍之子 |          |          |
| 王鉑清 | 高士廉                      | 申國公 玄武門之變中領有秦王令牌的四人之一。 |          | 何偉誠   |
| 王永泉 | 侯君集                      | 陳國公 玄武門之變中領有秦王令牌的四人之一。 為確保自己權勢，在玄武門之變時在看清太子和秦王誰勝出前並沒有發兵援助秦王。因擔心自己沒有立馬出兵幫助秦王之事被田若蘭得知會轉告秦王，故殺了田若蘭和當時墨家前去支援秦王軍隊的人。 凌烟阁二十四功臣之一，兵部尚书，封号陈国公。看似与世无争的老好人，其实老谋深算，阴险毒辣。因为他害死李安澜母亲，而导致多年来不受李二重用，而开始培养自己的势力，最终心生不满，计划引诱太子谋反夺权最终被云烨识破而功亏一篑。 |          | 周鑫霆   |
| 張欣顏 | 侯小妹                      | 侯君集之女 愛慕太子。 被父親下藥讓太子與小妹發生關係，在知曉太子與蘇琬的結婚喜帖下投井自殺，被救起後才發現懷有身孕，休養後，執意要找太子。在郊外擋了太子車駕後，被太子安置到戶部住宅中，而太子與她有親密來往之事被申國公知曉，擔心此女會影響太子未來的發展前途，故而派出侍從暗中殺了侯小妹（但申國公並不知曉此女是侯國公之女），但後來被剛好趕回的太子所救，被帶至孫神醫處醫治，原先有救起，但因她太過執著於自己的私情，盧辛月擔心會壞了太子的前程，故不願將藥餵給受傷的她，故而引發其吐血死亡。 後來太子與盧辛月一起將其埋葬在林中。 其父親最終才知曉其已死亡之事。 |          | 黃穎誼   |
|        | 常何                        | 將軍 |          | 鄧晟均   |
| 由立平 | 現代：王宏衛教授 唐朝：盧壽 | 現代考古挖掘隊隊長 山東大儒的領軍人物 盧辛月的祖父。 後因一意孤行死諫，而遭致皇上下令盧氏大族誅連九族。 | 郭政建   | 楊耀泰   |
| 于子洋 | 盧辛月                      | 才女 山東大儒盧壽的孫女。與承乾相識相愛，因祖父關係被牽連誅九族，為保性命，承乾命雲燁娶她做夫人，後為幫助承乾謀反做了一些違心之事，最後被侯君集以人質要脅承乾，不讓承乾為自己喪命故自盡在刀下。 | 申秋香   | 楊樂瑤   |
| 陸忠   | 孫思邈                      | 人稱 孫神醫 |          | 袁德基   |
| 張藝凡 | 玲瓏                        | 一直稱呼李安瀾為公主姐姐，對其忠心，李安瀾入獄時被皇上派地牢中照顧李安瀾伙食，在地牢中為通知李安瀾有刺客而犧牲 |          | 梁瑞芬   |
| 孫皓   | 無舌                        | 李世民隨侍公公 |          | 郭浩勤   |
| 孫茜   | 吳尚儀                      | 負責教導皇子公主們禮儀的宮人。 |          | 楊樂瑤   |
| 祝東寧 | 术兀哲                      | |          |          |
| 杜茗洋 | 阿史那                      | 突厥四親王之一，愛慕安陽公主（李安瀾） |          | 袁德基   |
| 楊可佳 | 哥舒努                      | 突厥四親王之一，更性橫蠻 |          | 周鑫霆   |
| 侯杰   | 牛進達                      | |          |          |
| 黃飛   | 黃鼠                        | 摸金校尉、盜墓賊 |          | 郭浩勤   |

## 电视原声带
| 曲序 | 曲目                       | 演唱           |
| ---- | -------------------------- | -------------- |
| 1.   | 觥筹（片頭曲）             | 白举纲         |
| 2.   | 琴瑟和鸣（片尾曲）         | 崔子格、简弘亦 |
| 3.   | 孤芳（插曲）               | 萱萱、张佳宁   |
| 4.   | 在天涯（插曲）             | 鲁士郎         |
| 5.   | 不会下雨的云（云烨主题曲） | 刘心           |
| 6.   | 莫问明天（安澜主题曲）     | 颜丙沂         |